# Luc Crepy
Luc (Lucien) Crepy (Lilla, 12 maggio 1958) è un vescovo cattolico francese.

## Biografia
È nato a Lilla, nell'omonima arcidiocesi.

### Formazione e ministero sacerdotale
Primogenito di una famiglia di sette figli, ha incontrato la Congregazione di Gesù e Maria durante i suoi studi secondari a Versailles.
Dopo gli studi universitari a Lilla, Parigi e Bordeaux tra il 1976 e il 1983, ha conseguito il dottorato in biologia vegetale e parallelamente ha iniziato un percorso di discernimento e formazione presso la Missione di Francia.
Dopo aver lavorato per due anni in Brasile, ha emesso i voti solenni, a 30 anni, il 10 dicembre 1988 per la Congregazione di Gesù e Maria.
Ha conseguito la licenza in teologia morale presso l'Institut catholique de Paris, per poi essere ordinato sacerdote il 21 maggio 1989.
Dopo l'ordinazione ha ricoperto molti incarichi diocesani:
- parroco di Brétigny-sur-Orge, presso la diocesi di Évry-Corbeil-Essonnes (1989 - 1995);
- docente di teologia morale presso l'Institut catholique de Paris (1990 - 2011);
- rettore del seminario interdiocesano di Orléans (1995 - 2001);
- provinciale dell'Africa francofona per la Congregazione di Gesù e Maria e presidente della Conferenza dei superiori maggiori di Francia (2001 - 2007);
- cappellano del carcere di Fleury-Mérogis (2005 - 2007);
- rettore del seminario interdiocesano di Orléans (2007 - 2012);
- vicario generale della Congregazione di Gesù e Maria (2012 - 2015).

In tale veste, a Roma, ha lavorato per il riconoscimento di Giovanni Eudes come Dottore della Chiesa.

### Ministero episcopale
Il 12 febbraio 2015 papa Francesco lo ha nominato vescovo di Le Puy-en-Velay.
Ha ricevuto la consacrazione episcopale il 12 aprile 2015 dall'arcivescovo di Clermont, Hippolyte Simon, co-consacranti il vescovo  di Limoges François Kalist e il vescovo di Évry-Corbeil-Essonnes Michel Marie Jacques Dubost. 
Nel 2017, su richiesta della Reale Confraternita di Francia, ha autorizzato il pellegrinaggio legittimista e lo ha reso annuale. 
Il 6 febbraio 2021 è stato trasferito alla diocesi di Versailles. Ha preso possesso della diocesi l'11 aprile.

## Genealogia episcopale
La genealogia episcopale è:
- Cardinale Scipione Rebiba
- Cardinale Giulio Antonio Santori
- Cardinale Girolamo Bernerio, O.P.
- Arcivescovo Galeazzo Sanvitale
- Cardinale Ludovico Ludovisi
- Cardinale Luigi Caetani
- Cardinale Ulderico Carpegna
- Cardinale Paluzzo Paluzzi Altieri degli Albertoni
- Papa Benedetto XIII
- Papa Benedetto XIV
- Papa Clemente XIII
- Cardinale Marcantonio Colonna
- Cardinale Giacinto Sigismondo Gerdil, B.
- Cardinale Giulio Maria della Somaglia
- Cardinale Carlo Odescalchi, S.I.
- Vescovo Eugène de Mazenod, O.M.I.
- Cardinale Joseph Hippolyte Guibert, O.M.I.
- Cardinale François-Marie-Benjamin Richard
- Vescovo Marie-Prosper-Adolphe de Bonfils
- Cardinale Louis-Ernest Dubois
- Cardinale Pierre-Marie Gerlier
- Vescovo Michel-Louis Vial
- Vescovo  Jacques Louis Marie Joseph Fihey
- Arcivescovo Hippolyte Simon
- Vescovo Luc Crepy, C.I.M.